# Угьен Дорджи (главный министр)
Раджа Угьен Дорджи (дзонг-кэ ཨོ་རྒྱན་རྡོ་རྗེ་, вайли O-rgyan Rdo-rje, лат. Ugyen Dorji, 1855—1916) представитель влиятельной бутанской семьи Дорджи, влиятельный бутанский политик в начале XX века, главный министр (Gongzim) Бутана с 1907 по 1916. Был ближайшим советником Угьена Вангчука, наследственного Тонгса-пенлопа (пенлопа (правителя) Провинции Тонгса), ставшего позже Первым Друк Гьялпо. Сыграл важную роль в укреплении дружеских отношений с Британией после бутанской войны (1864—1865) и переговорах Пенлопа с Британской империей во время тибетського похода последней в 1904 году. Действуя от имени Дома Бутана в Калимпонге, Индия, используя свои связи, Угьен Дорджи открывал Бутан для внешнего мира, устанавливал международные отношения, искал новые рынки для своей страны.

## Семья
Сын Угьена Дорджи Сонам Тобгай Дорджи родился 1896 года и был главным министром при первом и втором королях Бутана. Его потомки продолжают делать свой вклад в усиление политической власти, породнившись с королевским домом Вангчук.

## Награды
11 декабря 1911 года получил титул Раджи.

## Смерть
Угьен Дорджи умер 22 июня 1916 года.